# Brenda Feigen
Brenda Feigen (1944) es una activista feminista estadounidense, productora de cine, y abogada.

## Biografía

### Primeros años y educación
Brenda Sue Feigen es originaria de Falls Church, Virginia; hija del abogado Arthur Paul Feigen, y de su esposa Shirley Kadison, una ama de casa.
En 1962, Feigen finalizó la escuela media; y en la primavera de 1966 se graduó de Vassar College cum laude y Phi Beta Kappa con una especialización en matemática.
Ella rechazó una oferta de un Programa conjunto totalmente financiada entre J.D./M.B.A. de Columbia, y en cambio, eligió concurrir a la Harvard Law School. Allí en  Harvard, Feigen fue una de las solas 32 mujeres de esa Escuela de Leyes entre 565 compañeros. Harvard probó ser un lugar hostil para esas pocas estudiantes mujeres. Feigen contó que su profesor de derecho de propiedad, A. James Casner, más tarde sería su inspiración para el profesor en la película Vida de un estudiante (The Paper Chase), quien designaba solo un día al año para llamar a las mujeres en clase, que él llamó "Día de las Damas".
En 1968, Feigen se casó con Marc Fasteau, un compañero de Harvard, en el Harvard Club of New York. Y, tomó el nombre Brenda Feigen Fasteau, y Marc más tarde se lo cambió a Marc Feigen Fasteau. Caminando por un pasillo, de la biblioteca del Harvard Club de Nueva York, Feigen vio, en el muro, un letrero de "NO SE ACEPTAN MUJERES". Feigen y su esposo se horrorizaron; y, apelaron al Harvard Club de Nueva York para que permitiera a las mujeres, entre sus miembros, pero la Junta votó a favor de rechazar la propuesta. Los recién casados pronto iniciaron una demanda colectiva contra el Harvard Club por discriminar por motivos de sexo. Después de cinco años de trabajo legal, en la última conferencia antes de que comenzara el juicio, un juez federal ordenó que el club tomara una votación final. Así, el día siguiente, un 11 de enero de 1973, el Club votó 2.097 a 695 de admitir miembros femeninos. En público, el presidente saliente del club, Albert H. Gordon sostuvo, cínicamente, que la votación no estaba relacionada con la demanda por discriminación presentada a principios de año. Sin embargo, la decisión marcó una victoria para Feigen, que volvería junto con sus compañeros demandantes, en 2008, para celebrar el 25º aniversario del suceso.

## Activismo feminista y carrera legal

### Activismo legislativo
En 1970, Feigen fue elegida vicepresidenta legislativa nacional por la Organización Nacional de Mujeres (NOW por el acrónimo en idioma inglés). Si bien la organización tenía un requisito de elegibilidad de membresía, de seis meses, para los cargos electos, el requisito no se le aplicó a Feigen. Durante el mandato de Feigen como vicepresidente nacional, el senador demócrata de Indiana Birch Bayh, presidente del Subcomité de Enmiendas Constitucionales, le pidió a Feigen que coordinara los testimonios al Senado de EE. UU. por la Enmienda de Igualdad de Derechos. Así, Feigen coordinó las testimoniales de miembros y líderes de la NOW, como la activista Gloria Steinem, y ella mismo testificó el 5 de mayo de 1970. En marzo de 1972, la ley de Enmienda de Igualdad de Derechos superó el Senado, pero jamás fue ratificada por el número requerido de Legislaturas de Estados. Una vez que concluyeron las audiencias en el Congreso, Feigen regresó a Nueva York y fue contratada como abogada litigante, en el bufete de abogados de Rosenman, Colin, Jaye, Petschek, Freund, Emil. Feigen continuó sirviendo como la portavoz nacional de NOW, apareciendo regularmente en Good Morning America.
Más tarde, en 1970, Steinem llamó a Feigen para que la acompañara al inicio de la Organización Vassar de Alianza de Acción de Mujeres, donde se le había pedido a Steinem que hablara en su primer discurso público importante. El discurso se tituló "Viviendo la revolución", y en él Steinem abogó por un rechazo al estatus de segunda clase de la mujer en la sociedad.

### La Alianza
En 1972, Feigen dejó la práctica privada, y ella, Steinem y Catherine Samuels fundaron la Alianza de Acción de Mujeres. La misión de la Alianza era proporcionar recursos a mujeres en general, a centros y grupos de mujeres para combatir y superar el sexismo y la discriminación sexual. Se enviaron cartas, desde la Alianza, para encontrar "psicólogas feministas, abogadas, médicas, o simplemente mujeres para aprender cómo llevar el movimiento feminista a sus lugares de origen".
La idea de Steinem,  de tener un boletín informativo de la Alianza, finalmente se convirtió en Revista Ms. y la reunión inicial para discutir la idea, con periodistas mujeres, se llevó a cabo en la casa de Feigen en Nueva York. donde Feigen se enfocó en la organización sin fines de lucro, mientras que Steinem se hizo cargo de la difusión a través de la propia revista.

### ACLU: Proyecto de Derechos de la Mujer
En 1972, Feigen se unió a Ruth Bader Ginsburg en la codirección de la recién formada Unión Estadounidense por las Libertades Civiles (American Civil Liberties Union ACLU) con el Proyecto de Derechos de la Mujer (y su acrónimo en inglés WRP). La experiencia legal de Feigen y el añadido de experiencia como vicepresidenta legislativa de la NOW, la convirtió en una candidata principal para el trabajo, pero no estaba segura de si quería dejar su puesto en Revista Ms. Finalmente, con la aprobación de Gloria Steinhem, cofundadora de la Revista Ms., Feigen asumió su cargo en la ACLU. Y, durante su tiempo en WRP, Brenda contribuyó al establecimiento de un mayor y mejor escrutinio censal, para las clasificaciones de sexo en virtud de la Ley de igualdad de protección. En un documental de 2018, se presenta una entrevista con Feigen sobre ese trabajo RBG.

### Bufete Fasteau y Feigen
En 1974, Feigen dejó la ACLU para participar en un bufete, con su esposo, Marc Feigen Fasteau. Así, constituyeron la firma de abogados "Fasteau y Feigen", ubicada en la [Madison Avenue] de Nueva York. Brenda y Marc planeaban abordar cuestiones de género, como defender a padres que buscaban la custodia de hijos menores, en divorcios. Sus casos notables incluyeron a "Ackerman v. Board of Education" en 1974, donde los Feigen Fasteaus defendieron a Gary Ackerman, un padre que buscaba le otorgaran una licencia sin goce de haberes, por paternidad en la ciudad de Nueva York; caso que perdieron.

## Carrera política
En 1978, Feigen se postuló para una nominación democrática, por el escaño senatorial estadual, del Distrito 26 de Nueva York. Feigen pujó contra el ex superintendente de bancos William Woodward III.
Brenda se ausentó de Fasteau y Feigen, para dirigir su campaña, y finalmente perdió la carrera por un delgado margen del 3 %. Su oponente Woodward gastó $ 600.000 en su campaña, y Feigen gastó $ 38.000.

## Carrera en el cine

### Agencia William Morris
En 1982, Feigen comenzó a trabajar como abogada de asuntos comerciales en la [Agencia William Morris] en Nueva York. Finalmente, se convirtió en una agente de cine, una posición que inició su participación en la industria cinematográfica. Algunos de sus clientes incluyen productores, escritores y talentos, como Jane Alexander, Karen Allen, Loretta Swit, Mike Farrell.

## Obra publicada

### Memorias
- 2000. Not One of the Boys: Living Life as a Feminist (representando el sexismo que experimentó a lo largo de su vida y en su carrera legal.)[3]

### Artículos
- Books Becoming Movies, ABA Entertainment Forum (2003)

- Not On My Watch: Hollywood vs. the Future × Peter Dekom y Peter Sealey, revisado × Brenda Feigen, ABA Publication, Entertainment & Sports Lawyer v. 21, No. 4 (2004)

- Same Sex Marriage: An Issue of Constitutional Rights Not Moral Opinions, v. 27: Harvard Women's Law Journal (2004)

- Why “Milk” Matters: Proposition (8) Continues (2008)

- Proposition 8 Battle Just the Beginning for Gay Marriage Rights, wowOwow (2008)

- Who Is (Not) Passing the Buck On Gay Rights?, wowOwow (2009)

- Second-Class All the Way: Notes from a worn-down but still hopeful civil rights lawyer, wowOwow (2010)

- DOMA is Unconstitutional: An Authoritative Opinion, wowOwow (2010)

- Lesbians and Gays Finally Have the Right to Marry: Faith in Reason Returns, wowOwow (2010)

- Don’t Ask; Don’t Tell (“DADT”)—An Update (2012)

- Here’s to the 9th Circuit, wowOwow (2012)

- The Supremes and Same-Sex Marriage: Day 1 (2013)

- Prop 8 and DOMA (2013)

- The Supremes and Same-Sex Marriage: Day 2 (2013)

- Inside the Supreme Court’s First Day of Marriage Equality Hearings (2013)

- Marriage Equality Cases (2015)

## Vida personal
En 1968, Feigen se casó con Marc Fasteau y la pareja tuvo un hijo, Alexis, que estudió y se graduó en la U.C. Berkeley. En 1979, Fasteau y Feigen se divorciaron. Feigen reside en California.

## Honores

### Galardones
- Presidenta Honoraria de la Universidad de Columbia (1978)[22]
- Directora de "Entertainment Goes Global"[22]
- Conferencista en las celebraciones 40 y 50º de la Escuela de Leyes de Harvard de la primera mujer graduada[22]
- Disertante en la Conferencia de Cine Twyman Creative Los Ángeles (2005)[22]
- Junta de Abogados de California para el Centro de Medios de Artes y de Población[22]

### Membresías
- de la Asociación de Guionistas Estadounidenses[22]
- Presidenta de la Junta del Centro Nacional de Educación sobre el Cáncer de Mama[22]